# سالسك
سالسك (بالروسية: Сальск) هي إحدى مدن روسيا في الكيان الفدرالي الروسي روستوف أوبلاست.